# The F.A. Premier League Stars
The F.A. Premier League Stars è un videogioco di calcio sviluppato da EA Sports, pubblicato il 13 agosto 1999 per PlayStation e Microsoft Windows.

## Modalità
- Amichevole
- Season Play
- Torneo personalizzato
- Team personalizzato
- Allenamento

## Campionati
- Premier League
  - 20 squadre con licenza

## Colonna sonora
- ATB - 9PM (Till I Come)[1]
- Electric Boutique - Revelations[1]
- Aptness - The Answer Rhythmic[1]
- Junkies - The Feeling (Clap your Hands)[1]